# Stutzheim-Offenheim
Stutzheim-Offenheim (Stützheim-Offenheim in tedesco) è un comune francese di 1 662 abitanti situato nel dipartimento del Basso Reno nella regione del Grand Est.

## Società

### Evoluzione demografica
Abitanti censiti